# Чэндэ (уезд)
Чэндэ́ (кит. упр. 承德, пиньинь Chéngdé, буквально: «Передавать благость [императора]») — уезд городского округа Чэндэ провинции Хэбэй (КНР).

## История
В начале XVIII века здесь был образован полевой лагерь маньчжурских войск. В связи с ростом населения в 1723 году был создан Жэхэский комиссариат (热河厅). В 1733 году в честь 80-летия императора он был поднят в статусе до области и переименован — так образовалась область Чэндэ (承德州). В 1778 году была образована Чэндэская управа (承德府).
После Синьхайской революции в Китае была произведена реформа структуры административного деления, в ходе которой области и управы были упразднены, и в 1913 году на территории, ранее подконтрольной непосредственно Чэндэской управе, был образован уезд Чэндэ.

## Административное деление
Уезд Чэндэ делится на 8 посёлков, 13 волостей и 2 национальные волости.